# 폴리미래
폴리미래는 대한민국의 석유화학 회사다.

## 역사
- 2000년 - 폴리미래(주) 설립
- 2004년 - 폴리미래판매(주) 합병
- 2005년 - De-bottlenecking 공사 완료